# پرگامس
پرگامس (به لاتین: Pergamos) یک منطقهٔ مسکونی در قبرس شمالی است که در ناحیه غازی ماغوسا واقع شده‌است. پرگامس ۱٬۱۹۶ نفر جمعیت دارد.

## خواهرخوانده
شهر برگاما خواهرخواندهٔ پرگامس هست.